# Rudbecklaboratoriet

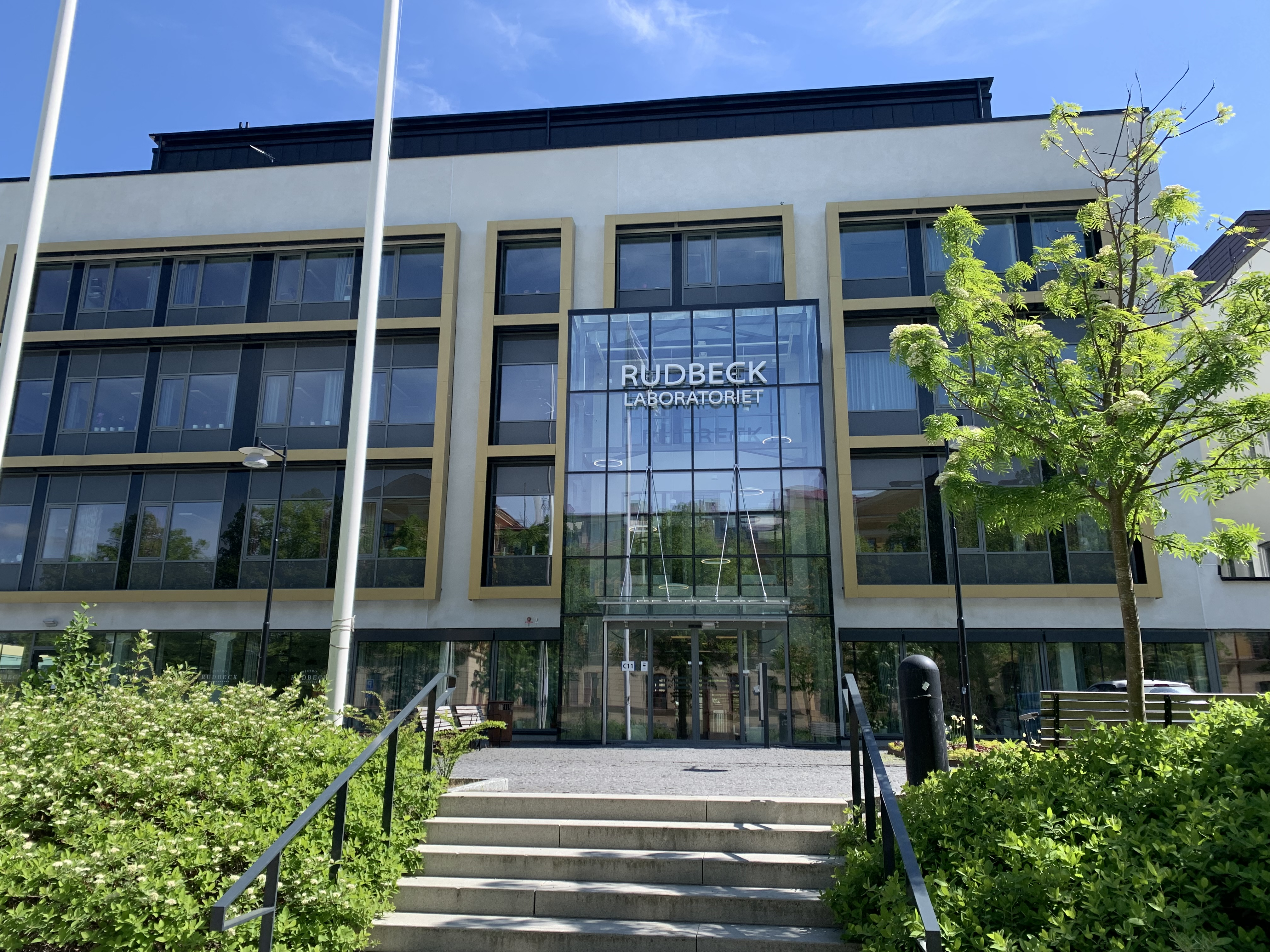
Rudbecklaboratoriet i Uppsala Science Park

Rudbecklaboratoriet är ett laboratorium och universitetsbyggnad tillhörande Uppsala universitet. Verksamheten på laboratoriet kretsar kring medicin, genetik, cancerforskning och patologi. 
Avsikten då Rudbecklaboratoriet skapades var binda samman olika forskningsinriktningar på medicinska fakulteten vid Uppsala universitet för att därigenom kunna ta fram nya, bättre metoder för molekylär diagnostik, samt även utveckla nya terapiformer.
Utöver att Rudbecklaboratoriet inhyser forskning inom områden som medicinsk genetik, tumörbiologi, medicinsk strålningsvetenskap, klinisk genetik, klinisk immunologi, patologi och onkologi, så finns också flera av Akademiska sjukhusets laboratorier i byggnadskomplexet.